# Suzuki Katana (2019)
La Suzuki Katana è un modello di motocicletta presentato dalla casa motociclistica giapponese Suzuki nel 2019, riutilizzando il nome di un modello precedente, prodotto dal 1981 al 1986.

## Contesto
Dopo un primo prototipo mostrato al pubblico al salone di Colonia Intermot 2018, nel 2019 Suzuki decide di rilanciare ufficialmente il marchio Katana rilasciando un nuovo modello per il successivo catalogo 2020. Questo restyling si basa sul modello della GSX-S1000F e motore 4 cilindri 4 tempi tipo K5 derivato dal GSX-R1000 del 2005-2006 con potenza di 149 cv (110 kW) a 10.000 giri. La nuova Katana ha il telaio della GSX-S con peso di 215 kg e serbatoio da 12 litri, l'ammortizzatore anteriore è una forcella telescopica KYB a steli rovesciati mentre il posteriore è un monoammortizzatore tipo link, ruote anteriori 120/70 ZR17 e posteriori 190/50 ZR17. L'elettronica si limita all'ABS, controllo di trazione e frizione anti-slittamento. Disegnata dal designer italiano Rodolfo Frascoli è un chiaro omaggio alle linee del modello originale del 1981.